# مرکز فناوری کامکست
مرکز فناوری کامکست یا برج تکنولوژی کامکست یک آسمان خراش فوق‌العاده بلند در مرکز شهر فیلادلفیا است. این ساختمان ۶۰ طبقه با ارتفاع ۱٬۱۲۱ فوت (۳۴۲ متر)، بلندترین ساختمان در فیلادلفیا و کشورهای مشترک المنافع پنسیلوانیا، چهاردهمین ساختمان بلند در ایالات متحده و بلندترین ساختمان خارج از منهتن و شیکاگو است. این برج در گوشه جنوب غربی خیابان ۱۸ و آرک، یک بلوک غرب مرکز کامکست، مقر شرکت کامکست واقع شده‌است. رستوران و یک هتل، که بلندترین هتل در کشور است، در طبقات بالا قرار دارند و طبقات مرکزی شامل دفاتر برای برنامه‌نویسان و مهندسان نرم‌افزار شرکت کامکست است و پایین‌ترین طبقات دارای استودیوهای تلویزیونی و فروشگاه‌های خرده‌فروشی است.
عملیات اجرایی در اواسط سال ۲۰۱۴ آغاز شد و در ۲۷ نوامبر ۲۰۱۷ به پایان رسید. اولین پرسنل در اواخر ژوئیه ۲۰۱۸ شروع به نقل مکان به داخل ساختمان کردند و در اکتبر همان سال، برج به روی عموم باز شد.

### عملیات طراحی و اجرا
معمار اصلی طرح گروه فاستر و شرکا، با گروه همکار کندال/هیتون، بود و طراحی داخلی توسط جنسلر در همکاری با گروه فاستر و شرکا بود. شرکت ال-اف دریسکول پیمانکار عملیات اجرایی بود. این برج تقریباً ۱٫۵۶۶ میلیون فوت مربع فضای قابل اجاره دارد که شامل ۱٫۳۳۴ میلیون فوت مربع به عنوان فضای اداری، ۲۳۰۱۱۲ فوت مربع برای هتل و ۲۶۸۲ فوت مربع فضای خرده فروشی است.
مجموعه ای از پنج میراگر تنظیم شده، حاوی ۱۲۵۰۰۰ گالن آب در سقف طبقه ۵۷، در زیر لابی هتل قرار داده شده‌اند. آب باعث ایجاد یک نیروی خنثی کننده در روزهای بادخیز برای کاهش تغییر مکان جانبی قسمت بالایی برج است. بادبندهای فولادی A شکل بین اتاق‌های هتل در ضلع شرقی و غربی تعبیه شده‌اند تا صلبیت لازم قسمت بالایی ساختمان را در برابر بادهای قوی و غالب تأمین کنند.

### عملکرد
کاربری این ساختمان عمدتاً تأمین فضای کاری برای کارکنان کامکست و هتل چهار فصل فیلادلفیا که قبلاً در میدان لوگان قرار داشت، می‌باشد. موقعیت این هتل در طبقات ۴۸ تا ۵۶ ساختمان است که لابی و رستوران آن در طبقه ۶۰ قرار دارد. اقامتگاه‌ها شامل ۲۱۹ اتاق است که ۳۹ عدد از آنها به صورت سوئیت می‌باشد. این ساختمان همچنین شامل استودیوهای تلویزیونی، رستوران‌ها، یک مرکز خرید بزرگ خرده فروشی و یک پارکینگ است. کل پروژه شامل حدود ۱٬۵۶۶٬۰۰۰ فوت مربع (۱۴۵٬۵۰۰ متر مربع) می‌باشد. این ملک متعلق به شرکت‌های کامکست و لیبرتی پراپرتی است و هزینه ساخت آن ۱٫۵ بیلیون دلار برآورد شده‌است.

## نگارخانه

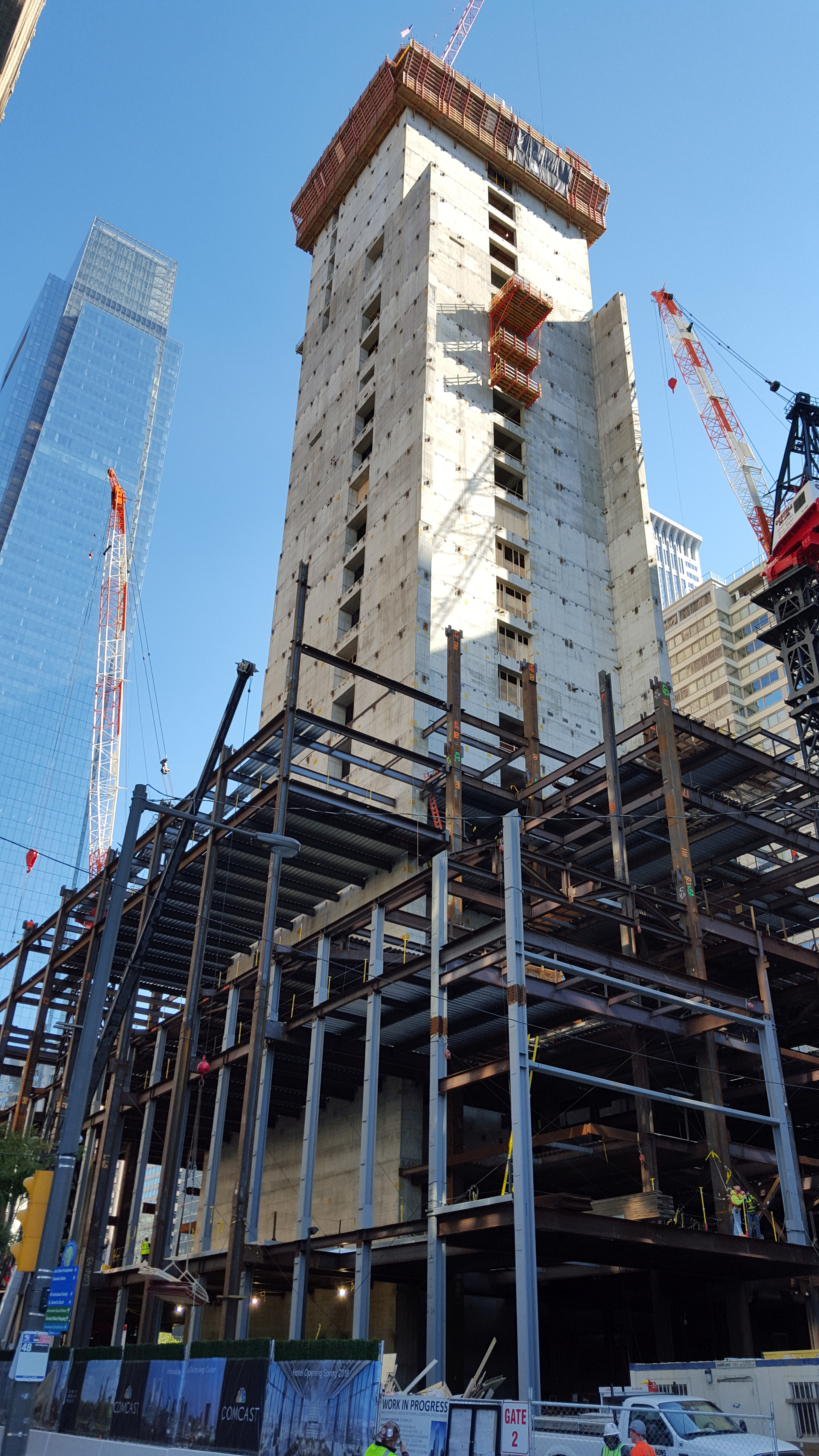
ساخت و ساز از گوشه شمال غربی، اکتبر ۲۰۱۵
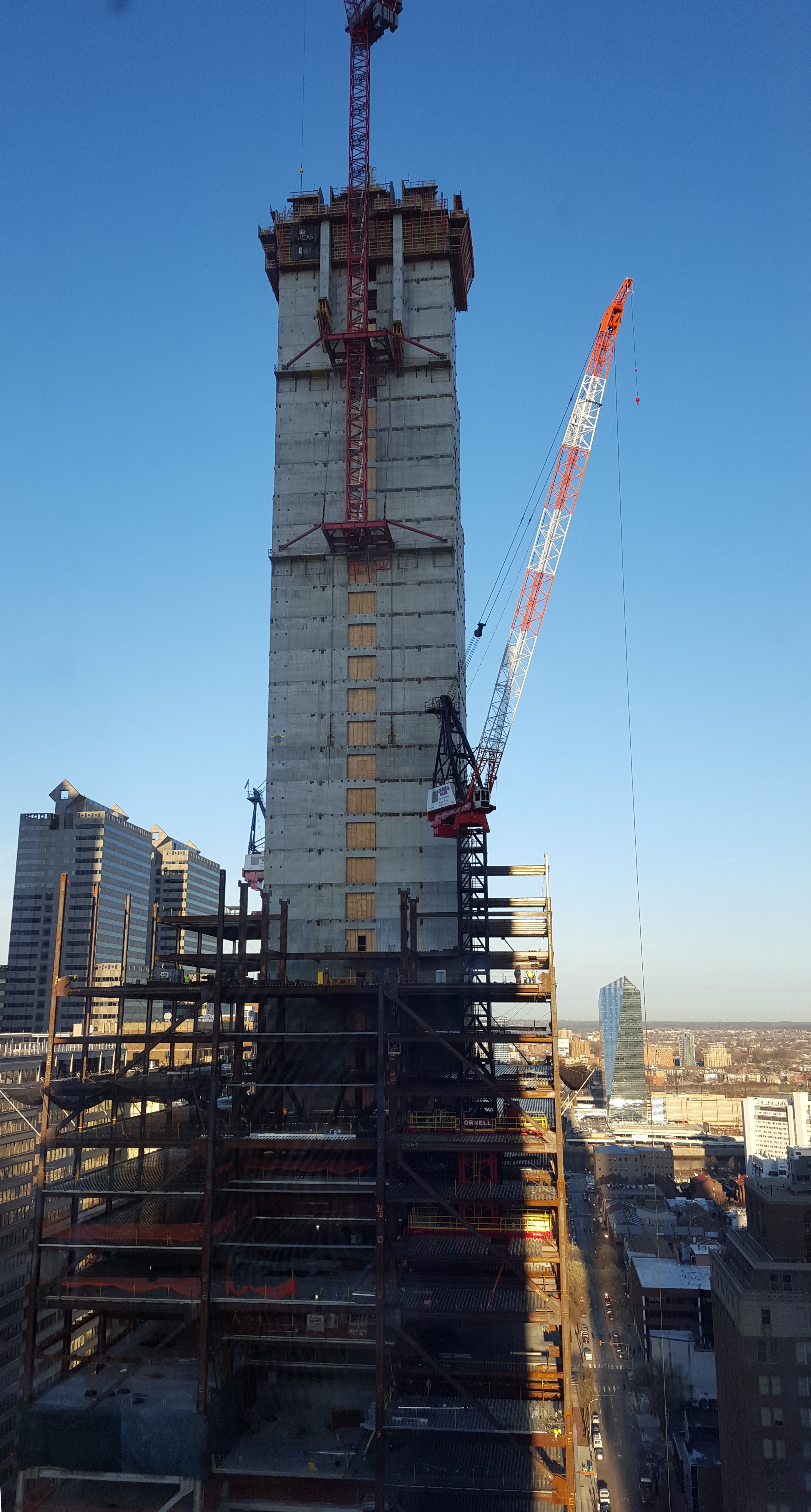
ساخت هسته بتنی، از داخل مرکز کامکست، مارس ۲۰۱۶
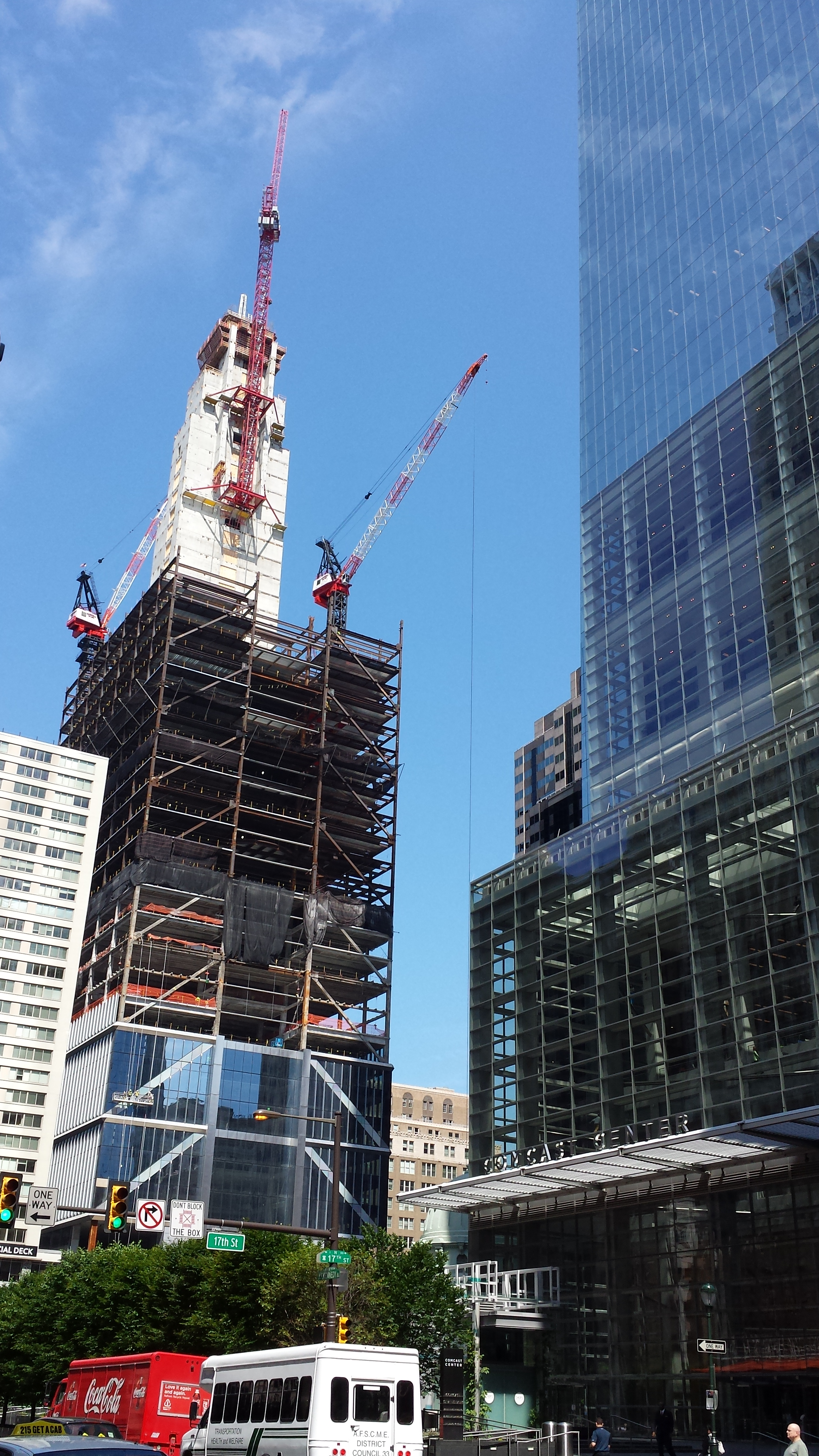
ساخت و ساز از جنوب شرقی، می ۲۰۱۶
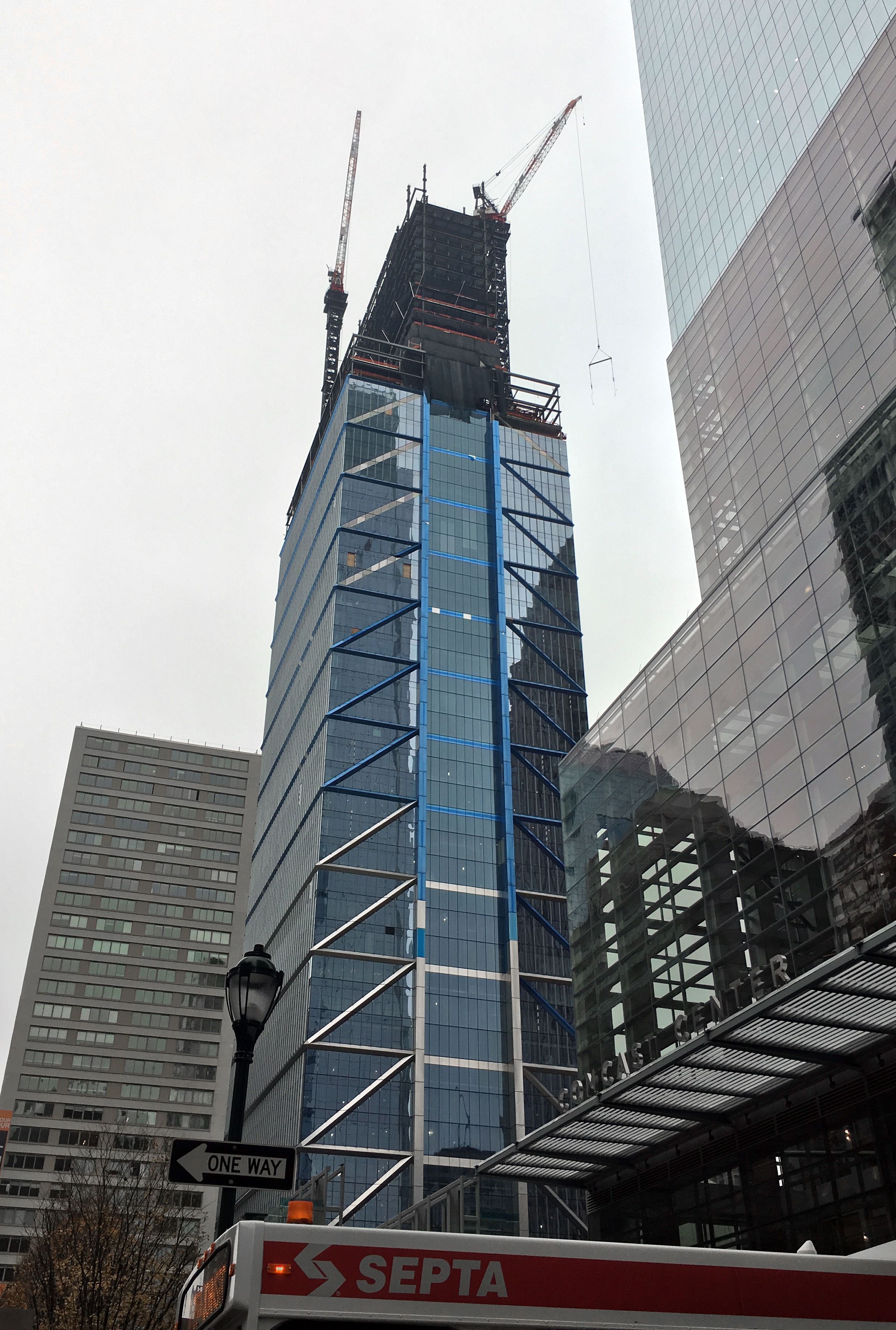
از پایگاه مرکز کامکست، دسامبر ۲۰۱۶
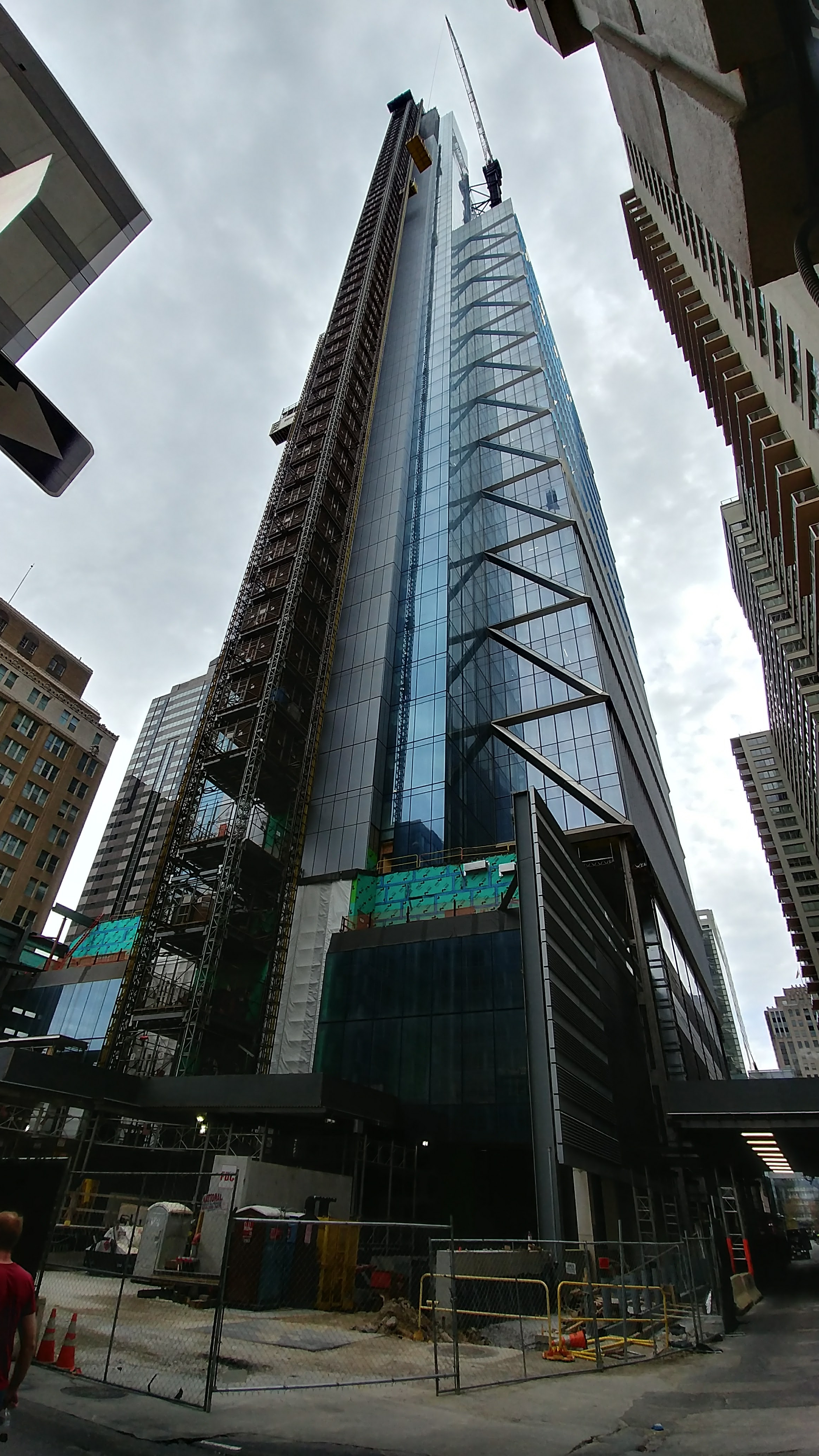
از گوشه جنوب غربی، نوامبر ۲۰۱۷
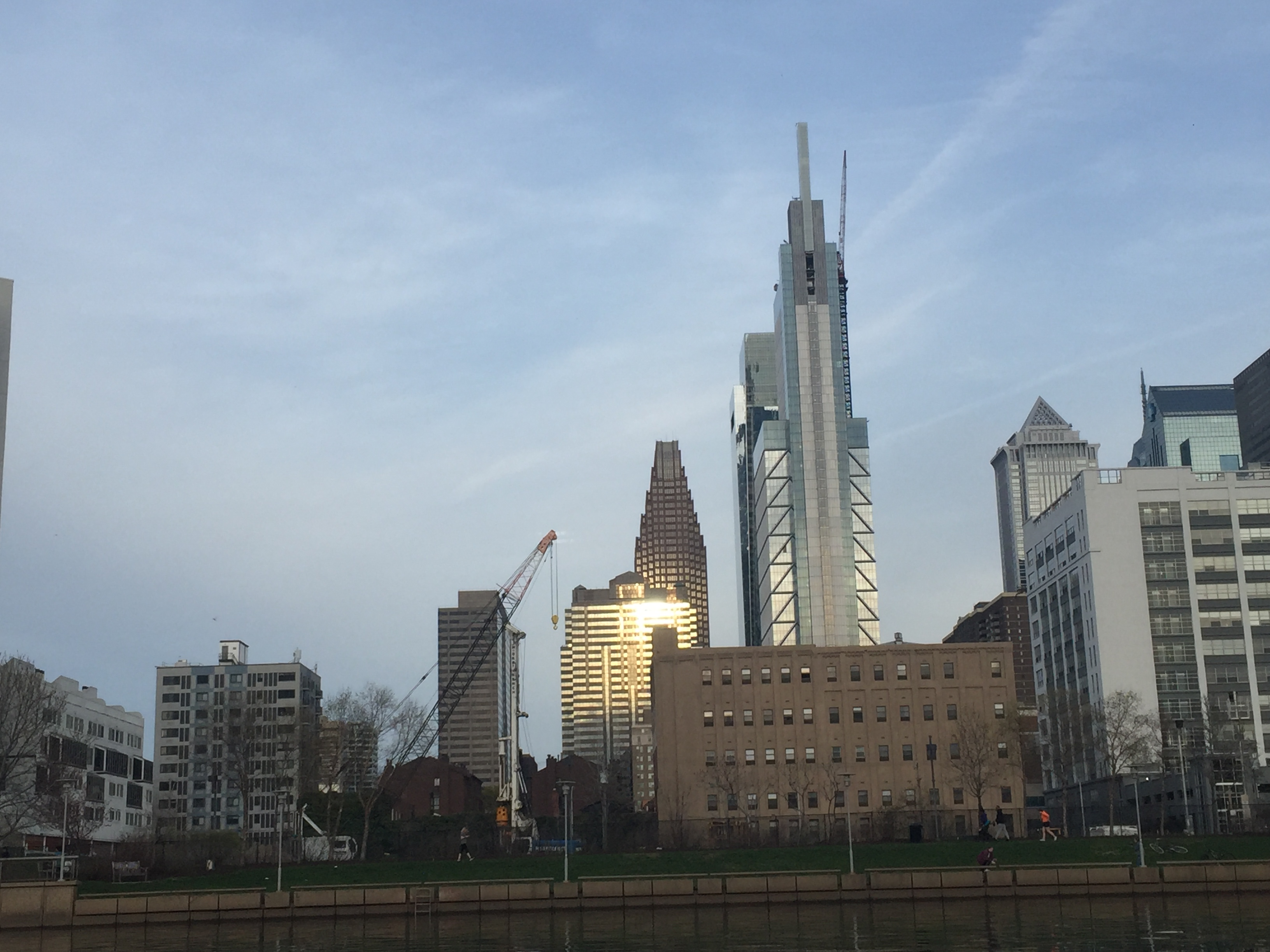
پس از اجرا و قبل از افتتاح،  که از یک قایق در رودخانه اسکوکل مشاهده شده‌است، آوریل ۲۰۱۸
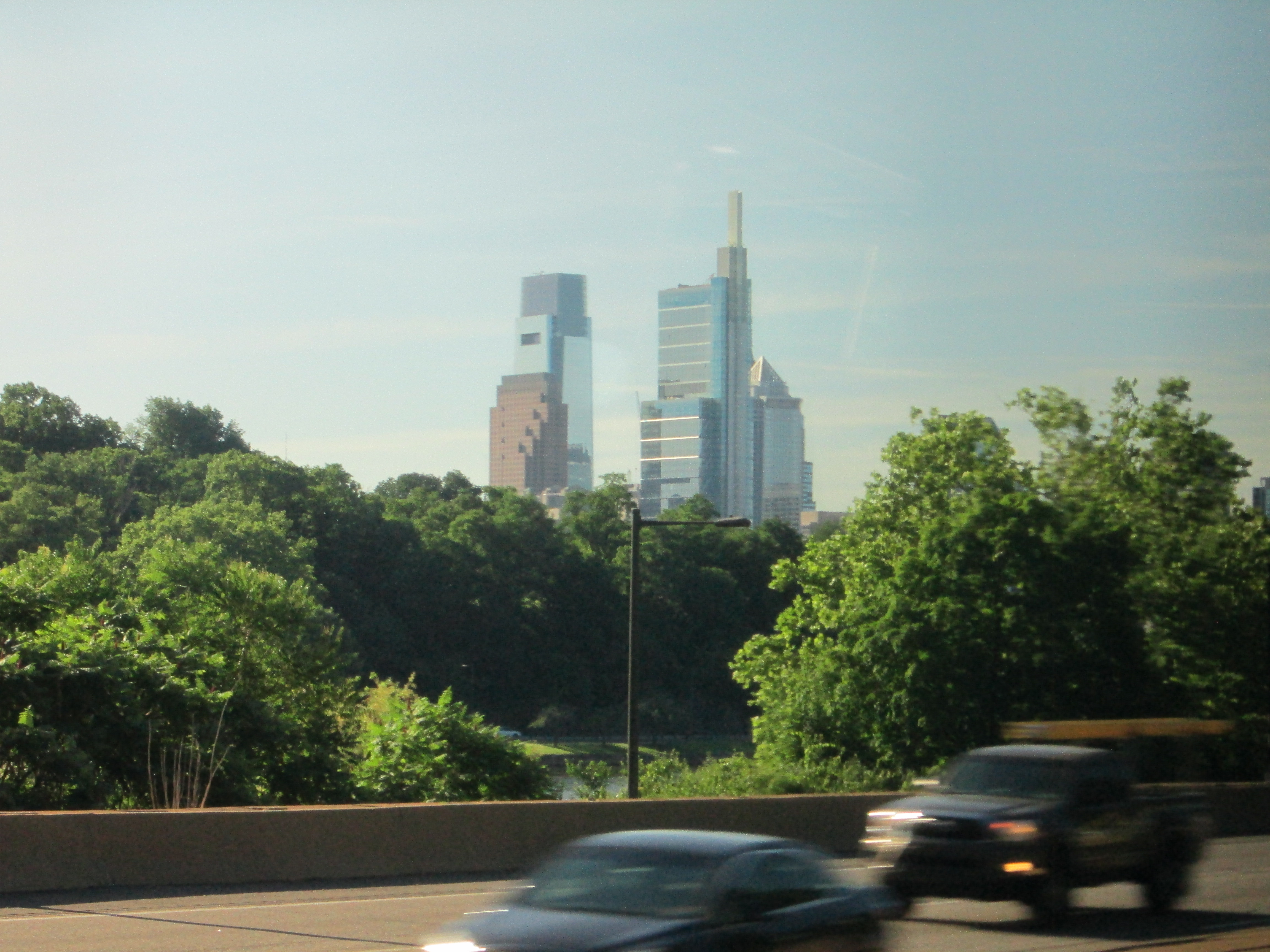
ژوئن ۲۰۱۸
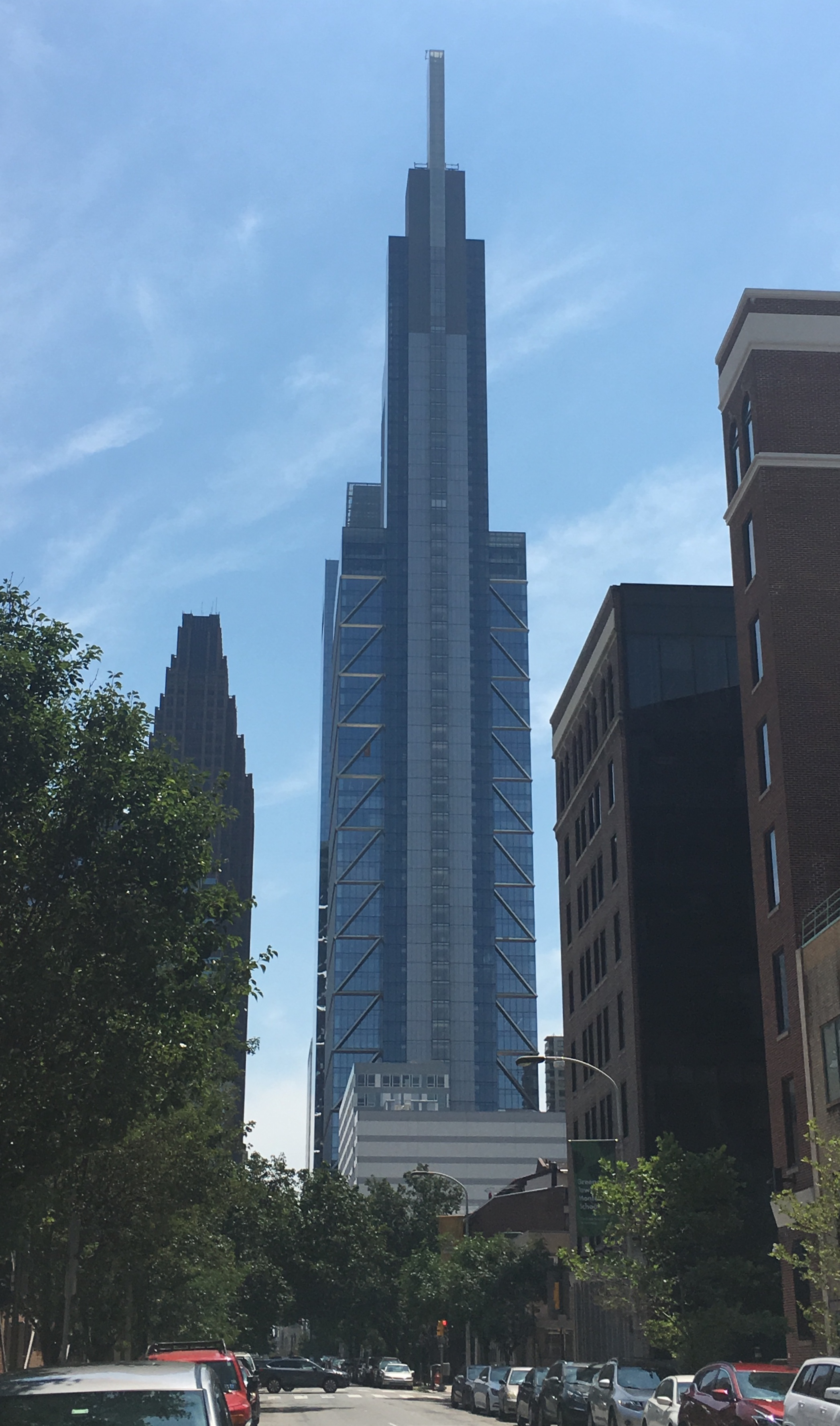
مرکز فناوری کامکست تقریباً کامل، جولای ۲۰۱۸